# Richfield (Utah)
Richfield is een plaats (city) in de Amerikaanse staat Utah, en valt bestuurlijk gezien onder Sevier County.

## Demografie
Bij de volkstelling in 2000 werd het aantal inwoners vastgesteld op 6847.
In 2006 is het aantal inwoners door het United States Census Bureau geschat op 7104, een stijging van 257 (3,8%).

## Geografie
Volgens het United States Census Bureau beslaat de plaats een oppervlakte van
13,7 km², geheel bestaande uit land. Richfield ligt op ongeveer 1592 m boven zeeniveau.

## Plaatsen in de nabije omgeving
De onderstaande figuur toont nabijgelegen plaatsen in een straal van 16 km rond Richfield.

## Geboren
- Walter Frederick Morrison (1920-2010), uitvinder van de frisbee
- Gordon Bess (1929-1989), striptekenaar
- Jake Garn (1932), astronaut en politicus